# MTV Video Music Awards/Best Art Direction
Der MTV Video Music Award for Best Art Direction gehört zu den technischen Kategorien des MTV Video Music Awards. Es ist einer der wenigen Awards, die seit 1984 kontinuierlich vergeben wurden. Lediglich 2007 wurde er einmal ausgesetzt. Von 1984 bis 2006 hieß er Best Art Direction in a Video.
Wie bei allen technischen Kategorien wird auch in diesem Fall sowohl der Künstler, der Manager des Künstlers als auch der eigentliche Ausführende, in diesem Fall der Art Director des Videos ausgezeichnet.
Den Rekord halten K.K. Barrett und Jan Houllevique, die den Award je zweimal erhielten. Am häufigsten nominiert, je viermal, wurden Tom Foden, Charles Infante und Laura Fox.
Je drei Mal gewannen die Red Hot Chili Peppers den Award. Am häufigsten nominiert war Madonna, nämlich sechs Mal.

## Übersicht
| Award | Jahr | Preisträger                       | für das Video                                      | Nominierungen |
| ----- | ---- | --------------------------------- | -------------------------------------------------- | --- |
| 1.    | 1984 | Jim Whiting und Godley & Creme    | Herbie Hancock – Rockit                            | - The Cars – You Might Think (Art Director: Bob Ryzner) - Billy Idol – Dancing with Myself (Art Director: Kim Colefax) - The Police – Every Breath You Take (Art Director: Kim Colefax und Godley & Creme) - Queen – Radio Ga Ga (Art Director: Bryce Walmsley) |
| 2.    | 1985 | Bryan Jones                       | Don Henley – The Boys of Summer                    | - Bryan Adams – Run to You (Art Director: Steven Barron) - Peter Brown – Zie Zie Won't Dance (Art Director: John Jolly) - Culture Club – It’s a Miracle (Art Director: Bruce Hill) - Madonna – Like a Virgin (Art Director: John Ebdon) - Simple Minds – Don’t You (Forget About Me) (Art Director: Mark Rimmell) |
| 3.    | 1986 | Ron Cobb                          | ZZ Top – Rough Boy                                 | - a-ha – The Sun Always Shines on T.V. (Art Director: Stefan Roman) - Pat Benatar – Sex as a Weapon (Art Director: Daniel Kleinman) - Dire Straits – Money for Nothing (Art Director: Steven Barron) - Honeymoon Suite – Feel It Again (Art Director: David Brockhurst) |
| 4.    | 1987 | Stephen Quay und Timothy Quay     | Peter Gabriel – Sledgehammer                       | - Breakfast Club – Right on Track (Art Director: Allie Willis und Bryan Jones) - Genesis – Land of Confusion (Art Director: John Lloyd, Jim Yukich und Stephen Bendelack) - Madonna – Open Your Heart (Art Director: Mike Hanan) - Paul Simon – The Boy in the Bubble (Art Director: Jim Blashfield) |
| 5.    | 1988 | Clive Crotty und Mick Edwards     | Squeeze – Hourglass                                | - George Harrison – When We Was Fab (Art Director: Sid Bartholomew) - INXS – Need You Tonight/Mediate (Art Director: Lynn Maree Milburn) - George Michael – Faith (Art Director: Bryan Jones) - Bruce Springsteen – Tunnel of Love (Art Directors: Howard Cummings und Beth Rubino) |
| 6.    | 1989 | David Fincher                     | Madonna – Express Yourself                         | - DJ Jazzy Jeff & The Fresh Prince – Parents Just Don’t Understand (Art Director: Greg Harrison) - Debbie Gibson – Electric Youth (Art Director: Rhaz Zeizler) - INXS – New Sensation (Art Director: Lynn-Maree Milburn) - Michael Jackson – Leave Me Alone (Art Director: Jim Blashfield) - Jody Watley – Real Love (Art Director: Piers Plowden) |
| 7.    | 1990 | Martin Lasowitz                   | The B-52s – Love Shack                             | - Aerosmith – Janie's Got a Gun (Art Director: Alex McDowell) - Billy Joel – We Didn't Start the Fire (Art Director: Sterling Storm) - Madonna – Vogue (Art Director: Lauryn LeClere) |
| 8.    | 1991 | José Montaño                      | R.E.M. – Losing My Religion                        | - Edie Brickell & New Bohemians – Mama Help Me (Art Director: Leonardo) - C+C Music Factory – Things That Make You Go Hmmm... (Art Director: Marcus Nispel) - Faith No More – Falling to Pieces (Art Director: David Faithfull) - Janet Jackson – Love Will Never Do (Without You) (Art Director: Pierluca De Carlo) - Jellyfish – The King Is Half-Undressed (Art Director: Michael White) - George Michael – Freedom! ’90 (Art Director: John Beard) |
| 9.    | 1992 | Nick Goodman und Robertino Mazati | Red Hot Chili Peppers – Give It Away               | - Guns N’ Roses – November Rain (Art Director: Nigel Phelps) - Sir Mix-a-Lot – Baby Got Back (Art Director: Dan Hubp) - Rod Stewart – Broken Arrow (Art Director: José Montaño) |
| 10.   | 1993 | Jan Peter Flack                   | Madonna – Rain                                     | - Aerosmith – Livin’ on the Edge (Art Director: Vance Lorenzini) - Faith No More – A Small Victory (Art Director: Tyler Smith) - Lenny Kravitz – Are You Gonna Go My Way (Art Director: Nigel Phelps) - k.d. lang – Constant Craving (Art Director: Tom Foden) - R.E.M. – Man on the Moon (Art Director: Jan Peter Flack) - Sting – If I Ever Lose My Faith in You (Art Director: Mike Grant)                                                          |
| 11.   | 1994 | Bernadette Disanto                | Nirvana – Heart-Shaped Box                         | - Aerosmith – Amazing (Art Director: Ted Baffalucus) - Björk – Human Behaviour (Art Director: Michel Gondry) - Nine Inch Nails – Closer (Art Director: Tom Foden) |
| 12.   | 1995 | Tom Foden                         | Michael Jackson and Janet Jackson – Scream         | - Madonna – Take a Bow (Art Director: Happy Massee) - Jill Sobule – I Kissed a Girl (Art Director: Kelly Van Patter) - TLC – Waterfalls (Art Director: Keith Burns) |
| 13.   | 1996 | K. K. Barrett und Wayne White     | The Smashing Pumpkins – Tonight, Tonight           | - Björk – It’s Oh So Quiet (Art Director: Teri Whitaker) - The Cranberries – Salvation (Art Director: William Abelo)b - R.E.M. – Tongue (Art Director: Clam Lynch) |
| 14.   | 1997 | K. K. Barrett                     | Beck – The New Pollution                           | - Jamiroquai – Virtual Insanity (Art Director: John Bramble) - Marilyn Manson – The Beautiful People (Art Director: Ken Baird) - Nine Inch Nails – The Perfect Drug (Art Director: Tom Foden) |
| 15.   | 1998 | Samantha Gore                     | Björk – Bachelorette                               | - Death in Vegas – Dirt (Art Director: &rea Giacobbe) - Foo Fighters – Everlong (Art Director: Bill Lakoss) - Garbage – Push It (Art Director: Virginia Lee) |
| 16.   | 1999 | Gideon Ponte                      | Lauryn Hill – Doo Wop (That Thing)                 | - Barenaked Ladies – One Week (Art Director: Paul Martin) - Busta Rhymes (feat. Janet Jackson) – What's It Gonna Be?! (Art Director: Regan Jackson) - Korn – Freak on a Leash (Art Directors: K. K. Barrett, Todd McFarlane, Terry Fitzgerald & Graham Morris) - TLC – No Scrubs (Art Director: Regan Jackson) |
| 17.   | 2000 | Colin Strause                     | Red Hot Chili Peppers – Californication            | - Filter – Take a Picture (Art Director: Cara Yoshimoto) - Macy Gray – Do Something (Art Director: Nigel Phelps) - Supergrass – Pumping on Your Stereo (Art Director: Garth Jennings) |
| 18.   | 2001 | Val Wilt                          | Fatboy Slim – Weapon of Choice                     | - Aerosmith – Jaded (Art Director: Laura Fox) - Christina Aguilera, Lil’ Kim, Mýa and Pink – Lady Marmalade (Art Director: Bernadette Dus) - Gorillaz – Clint Eastwood (Art Directors: Pete Candeland and Jamie Hewlett) |
| 19.   | 2002 | Tim Hope                          | Coldplay – Trouble                                 | - Missy Misdemeanor Elliott (feat. Ludacrisund Trina) – One Minute Man (Art Director: Mike Martella) - Elton John – This Train Don't Stop There Anymore (Art Director: Kirsten Vallow) - Quarashi – Stick 'Em Up (Art Director: Bruton Jones) |
| 20.   | 2003 | Chris Hopewell                    | Radiohead – There There                            | - Johnny Cash – Hurt (Art Director: Ruby Guidara) - Missy Elliott – Work It (Art Director: Charles Infante) - Jennifer Lopez – I'm Glad (Art Director: Chad Yaro) - Queens of the Stone Age – Go with the Flow (Art Director: Tracey Gallacher) |
| 21.   | 2004 | Eric Beauchamp                    | OutKast – Hey Ya!                                  | - Alicia Keys – You Don’t Know My Name (Art Director: Rob Buono) - No Doubt – It's My Life (Art Director: Kristen Vallow) - Steriogram – Walkie Talkie Man (Art Director: Lauri Faggioni) - Yeah Yeah Yeahs – Maps (Art Director: Jeff Everett) |
| 22.   | 2005 | Zach Matthews                     | Gwen Stefani – What You Waiting For?               | - Green Day – American Idiot (Art Director: Jan Roelfs) - The Killers – Mr. Brightside (Art Director: Laura Fox) - System of a Down – B.Y.O.B. (Art Director: Jeremy Reed) - The White Stripes – Blue Orchid (Art Director: Sue Tebbutt) |
| 23.   | 2006 | Justin Dragonis                   | Red Hot Chili Peppers – Dani California            | - 10 Years – Wasteland (Art Director: Trae King) - Common – Testify (Art Director: David Ross) - Panic! at the Disco – I Write Sins Not Tragedies (Art Directors: Lindy McMichael, Jamie Drake und Erin Wieczorek) - Shakira (feat. Wyclef Jean) – Hips Don’t Lie (Art Director: Laura Fox) |
| –     | 2007 | nicht vergeben                    |                                                    | |
| 26.   | 2008 | Happy and Kells Jesse             | Gnarls Barkley – Run                               | - MGMT – Electric Feel (Art Director: Sophie Kosofsky) - Katy Perry – I Kissed a Girl (Art Director: Benji Bamps) - Pussycat Dolls – When I Grow Up (Art Director: Marcelle Gravel) - The White Stripes – Conquest (Art Director: David Fitzpatrick) |
| 27.   | 2009 | Marc Webb                         | Lady Gaga – Paparazzi                              | Jason Hamilton - Beyoncé – Single Ladies (Put a Ring on It) (Art Director: Niamh Byrne) - Coldplay – Viva la Vida (Art Director: Gregory de Maria) - Gnarls Barkley – Who’s Gonna Save My Soul (Art Director: Zach Matthews) - Britney Spears – Circus (Art Directors: Laura Fox and Charles Varga) |
| 28.   | 2010 | Humble TV, Sam Stephens           | Muse – Uprising                                    | - 30 Seconds to Mars – Kings and Queens (Art Director: Marc Benacerraf) - Beyoncé (featuring Lady Gaga) – Video Phone (Extended Remix) (Art Director: Lenny Tso) - Eminem – Not Afraid (Art Director: Ethan Tobman) - Lady Gaga – Bad Romance (Art Director: Charles Infante) |
| 29.   | 2011 | Nathan Parker                     | Adele – Rolling in the Deep                        | - Death Cab for Cutie – You Are a Tourist (Art Directors: Nick Gould, Tim Nackashi und Anthony Maitz) - Lady Gaga – Judas (Art Director: Amy Danger) - Katy Perry (featuring Kanye West) – E.T. (Art Director: Jason Fijal) - Kanye West (featuring Dwele) – Power (Art Director: Babak Radboy) |
| 30.   | 2012 | Benji Bamps                       | Katy Perry – Wide Awake                            | - Lana Del Rey – Born to Die (Art Directors: Anna Brun and Audrey Malecot) - Drake (featuring Rihanna) – Take Care (Art Director: Charles Infante) - Of Monsters and Men – Little Talks (Art Director: Mihai Wilson) - Regina Spektor – All the Rowboats (Art Director: Anthony Henderson) |
| 31.   | 2013 | Veronica Logsdon                  | Janelle Monáe (featuring Erykah Badu) – Q.U.E.E.N. | - 30 Seconds to Mars – Up in the Air (Art Director: Floyd Albee) - Alt-J – Tessellate (Art Director: Charlie Lambros) - Capital Cities – Safe and Sound (Art Director: Teri Whittaker) - Lana Del Rey – National Anthem (Art Director: Lou Asaro) |
| 32.   | 2014 | Anastasia Masaro                  | Arcade Fire – Reflektor                            | - Iggy Azalea (featuring Charli XCX) – Fancy (Art Director: David Courtemarche) - DJ Snake und Lil Jon – Turn Down for What (Art Director: Jason Kisvarday) - Eminem – Rap God (Art Director: Alex Pacion) - Tyler, The Creator – Tamale (Art Director: Tom Lisowski) |
| 33.   | 2015 | Jason Fijal                       | Snoop Dogg – So Many Pros                          | - The Chemical Brothers – Go (Art Director: Michel Gondry) - Skrillex und Diplo (featuring Justin Bieber) – Where Are Ü Now (Art Director: Brewer) - Taylor Swift (featuring Kendrick Lamar) – Bad Blood (Art Director: Charles Infante) - Jack White – Would You Fight for My Love? (Art Director: Jeff Peterson) |
| 34.   | 2016 | Jan Houllevigue                   | David Bowie – Blackstar                            | - Adele – Hello (Art Director: Colombe Raby) - Beyoncé – Hold Up (Art Director: Jason Hougaard) - Drake – Hotline Bling (Art Director: Jeremy MacFarlane) - Fergie – M.I.L.F. $ (Art Director: Alexander Delgado) |
| 35.   | 2017 | Spencer Graves                    | Kendrick Lamar – Humble                            | - Bruno Mars – 24k Magic (Art Director: Alex Delgado) - Katy Perry (featuring Migos) – Bon appétit (Art Director: Natalie Groce) - DJ Khaled (featuring Rihanna & Bryson Tiller) – Wild Thoughts (Art Director: Damian Fyffe) - The Weeknd – Reminder (Art Director: Lamar C. Taylor, Kid Studio) |
| 36.   | 2018 | Jan Houllevigue and the Louvre    | The Carters – Apeshit                              | - Childish Gambino – This Is America (Art Director: Jason Kisvarday) - J. Cole – ATM (Art Director: Miles Mullin) - Janelle Monáe – Make Me Feel (Art Director: Pepper Nguyen) - Taylor Swift – Look What You Made Me Do (Art Director: Brett Hess) - SZA – The Weekend (Art Directors: SZA und Solange) |
| 37.   | 2019 | John Richoux                      | Ariana Grande – 7 Rings                            | - BTS (feat. Halsey) – Boy with Luv (Art Directors: JinSil Park und BoNa Kim (MU:E)) - Lil Nas X (feat. Billy Ray Cyrus) – Old Town Road (Remix) (Art Director: Christian Zollenkopf for Prettybird) - Shawn Mendes and Camila Cabello – Señorita (Art Director: Tatiana Van Sauter) - Taylor Swift – You Need to Calm Down (Art Director: Brittany Porter) - Kanye West and Lil Pump (feat. Adele Givens) – I Love It (Art Director: Tino Schaedler)  |
| 38.   | 2020 | Christian Stone                   | Miley Cyrus – Mother's Daughter                    | - A$AP Rocky – Babushka Boi (Art Directors: A$AP Rocky and Nadia Lee Cohen) - Selena Gomez – Boyfriend (Art Director: Tatiana Van Sauter) - Dua Lipa – Physical (Art Director: Anna Colomé Nogu) - Harry Styles – Adore You (Art Director: Laura Ellis Cricks) - Taylor Swift – Lover (Art Director: Kurt Gefke) |
| 39.   | 2021 | Alec Contestabile                 | Saweetie (featuring Doja Cat) – Best Friend        | - Beyoncé, Shatta Wale and Major Lazer – Already (Art Directors: Susan Linns and Gerard Santos) - Ed Sheeran – Bad Habits (Art Director: Alison Dominitz) - Lady Gaga – 911 (Art Directors: Tom Foden and Peter Andrus) - Lil Nas X – Montero (Call Me by Your Name) (Art Director: John Richoux) - Taylor Swift – Willow (Art Directors: Ethan Tobman and Regina Fernandez)                                                                           |
| 40.   | 2022 | Alex Delgado                      | Lil Nas X and Jack Harlow – Industry Baby          | - Adele – Oh My God (Art Direction: Nu California) - Doja Cat – Get Into It (Yuh) (Art Direction: Matt Sokoler) - Drake (featuring Future and Young Thug) – Way 2 Sexy (Art Direction: Keith Raywood) - Kacey Musgraves – Simple Times (Art Direction: Julie Smith) - Megan Thee Stallion and Dua Lipa – Sweetest Pie (Art Direction: Tyler Evans) |
| 41.   | 2023 | Spencer Graves                    | Doja Cat – Attention                               | - Boygenius – The Film (Art Director: Jen Dunlap) - Blackpink – Pink Venom (Art Director: Seo Hyun Seung) - Lana Del Rey (featuring Jon Batiste) – Candy Necklace (Art Director: Brandon Mendez) - Megan Thee Stallion – Her (Art Director: Wes Dogan) - SZA – Shirt (Art Director: Kate Bunch) |